# Contemporary Arts Museum Houston

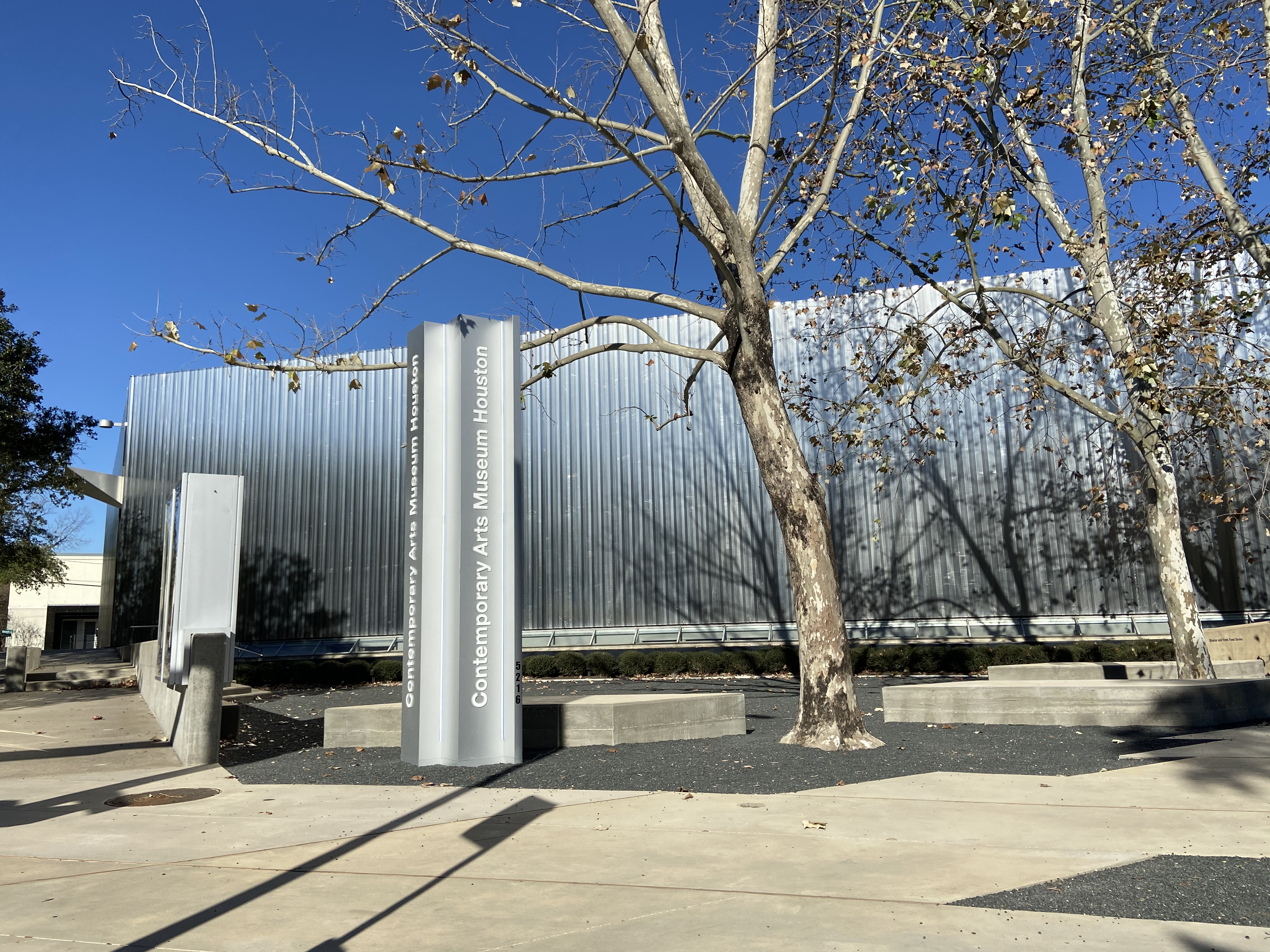
Contemporary Arts Museum Houston

Das Contemporary Arts Museum Houston ist ein Museum in Houston, Texas in den USA. Es ist ein Museum ohne eigene Sammlungen (Non-collecting museum) und eine Non-Profit-Organisation.

## Geschichte des Museums
Das Museum wurde im Jahre 1948 von einer Gruppe von Houstoner Bürgern gegründet, unter ihnen Walter Farmer, der 1945 für die Sicherstellung von Kunstwerken im besiegten Deutschland durch die US-amerikanischen Truppen zuständig war. Das Ziel der Gründung war, alte Kunst den Bürgern der Stadt zu zeigen und die Rolle der Künste im modernen Leben zu demonstrieren. Die ersten Ausstellungen fanden an verschiedenen Orten innerhalb Houstons statt, unter anderem auch im Museum of Fine Arts.
Der Erfolg der ersten Ausstellungen führte dazu, dass 1950 ein kleiner, voll ausgestatteter Museumsneubau errichtet werden konnte. Neben Künstlern der klassischen europäischen Moderne wurden auch Werke von John Biggers und seinen Schülern aus dem sich gerade entwickelnden Texas Negro College, der heutigen Texas Southern University gezeigt. Ab 1957 musste das bisher von Freiwilligen betriebene Museum professionelle Hilfe in Anspruch nehmen. In den 1960er Jahren war unter anderem eine Ausstellung mit Werken von Robert Rauschenberg ein großer Erfolg.
Der anhaltende Erfolg des Museums machte einen erneuten Neubau notwendig. Dieser vom Architekten Gunnar Birkerts entworfene Bau wurde ab 1972 genutzt. Seit dieser Zeit sind Werke sowohl international bekannter Künstler, so zum Beispiel des Engländers Tony Cragg, als auch von Künstlern aus den USA, unter anderen von Richard Long, im Museum gezeigt worden. 1997 erfolgte eine grundlegende Renovierung des Museums.

## Veröffentlichungen
- Paola Morsiani u. a.: Wishing for Synchronicity: Pipilotti Rist. Hatje Cantz, Ostfildern 2007, ISBN 978-3-7757-2006-9.
  - english version: Wishing for Synchronity: Works by Pipolotti Rist. 2009, ISBN 978-1-933619-17-0.

## Ausstellungen
- 2000: Afterimage - Drawing Through Process.
- 2010: Odili Donald Odita.
- 2010: Perspectives 172: Kirsten Pieroth.
- 2012: Jane Alexander: Surveys from the Cape of Good Hope.
- 2014: Trenton Doyle Hancock: Skin and Bones, 20 Years of Drawing.